# Olive Rush

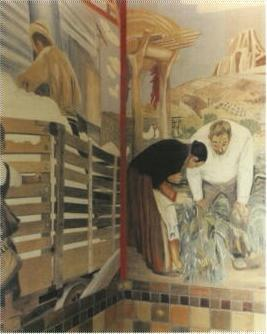
Gemälde von Olive Rush, um 1936

Olive Rush (* 10. Juni 1873 in Fairmount, Indiana; † 20. August 1966 in Santa Fe, New Mexico) war eine US-amerikanische Malerin, Illustratorin und Wegbereiterin der amerikanischen Künstlerausbildung.

## Leben
Olive Rush stammte aus einer Quäker-Familie aus Indiana. Sie studierte an der Earlham College in Richmond, bevor sie 1895 als Illustratorin in New York arbeitete. Ihre Porträts von Frauen und Kindern waren weithin bekannt, besonders in den Zeitschriften Woman's Home Companion und St. Nicholas Magazine. Im Jahr 1904 zog Rush nach Wilmington, um an der renommierten Kunstschule Brandywine School von Howard Pyle zu studieren. In Europa studierte sie die britischen und französischen Malern (1911) und beendete ihr Kunststudium an der privaten School of the Museum of Fine Arts in Boston. Olive Rushs Arbeiten wurden stark von der asiatischen Kunst und vom spanischen Maler El Greco beeinflusst. Später unterrichtete sie an dem Institute of American Indian Arts in Santa Fe.